# Zahgana
Zahgana — песня бахрейнской певицы Халы аль-Турк, вышедшая в августе 2012 года; на момент выхода песни певице было 10 лет. По итогам 2012 года песня заняла первое место по количеству просмотров на YouTube.

## История

### Клип
По сюжету девочка, в исполнении Халы аль-Турк, скучает из-за невнимания своих родителей. Пытаясь обратить на себя внимание, она вместе с младшим братом собирает вещи и уезжает с ним в кругосветное путешествие. Затем она присылает фотографии, от которых родители, узнав сбежавших детей, падают в обморок.

### Создание и просмотры
Клип был снят режиссёром Зиядом Барази, который снял ранее два других клипа юной певицы «Bnayty El Habooba» и «Baba Nezel Ma'asha», которые принесли ей высокую известность, став рекордными по количеству просмотров.
По итогам 2012 года видео с песней «Zahgana» возглавила список самых популярных и просматриваемых клипов на YouTube.